# Culoptila amberia
Culoptila amberia är en nattsländeart som beskrevs av Martin E. Mosely 1954. Culoptila amberia ingår i släktet Culoptila och familjen stenhusnattsländor. Inga underarter finns listade i Catalogue of Life.